# Дварс дор Фландерен 2025.
Дварс дор Фландерен 2025. било је 79. издање једнодневне бициклистичке трке Дварс дор Фландерена, која је одржана 2. априла у Белгији, као 13 трка у оквиру UCI ворлд тура 2025.
Укупна дужине износила је 184.2 km, старт је био у Руселареу, а циљ у Вевелгему, вожено је седам калдрмисаних сектора и десет успона, од којих је последњи вожен на 10 km до циља.
Бранилац титуле је био Матео Јоргенсон, док су највећи фаворити били Ваут ван Арт, Мадс Педерсен, Јаспер Филипсен, Јоргенсон, Тим Мерлије и Бинијам Грмај.
На око 56 km до циља, пет возача тима Визма—лејз а бајк је изашло на чело групе и усљед јаког вјетра одвојили су се од ње и достигли бјегунце од којих је једино Нилсон Паулес могао да их прати. Дилан ван Барле и Едоардо Афини су отпали, док су на челу трке остали Ван Арт, Јоргенсон, Тиш Бенот и Паулес и стекли су 30 секунди предности послије 20 километара. Возили су на темпо до краја, нису нападали и у спринту је Паулес побиједио испред Ван Арта, док је Бенот завршио на трећем мјесту, а Јоргенсон на четвртом, пет секунди иза. Главна група је дошла на циљ 45 секунди иза, а у спринту је побиједио Педерсен.

## Тимови
На трци је учествовало 25 тимова, са по седам возача. Свих 18 ворлд тур тимова имало је аутоматску позивницу али нису били обавезни да учествују пошто је трка додата у ворлд тур послије 2017. године, док су два најбоља про тур тима за претходну сезону такође имали аутоматску позивницу за све ворлд тур трке а трећи на свим једнодневним ворлд тур тркама. Сви ворлд тур тимови су одлучили да учествују, Лото, Израел—премијер тех и Уно—Х мобилити су била три најбоља про тур тима на крају сезоне 2024. и имали су загарантовано учешће на свим ворлд тур тркама, док су специјалне позивнице добили Ку 36.5 про сајклинг, Вагнер базин ВБ, Тудор про сајклинг и Фландерс—балојсе.
UCI ворлд тур тимови:
| - Алпесин—декунинк - Аркеа—бб хотелс - Бахреин—викторијус - Визма—лејз а бајк - Групама—ФДЈ - Декатлон АГ2Р ла мондијал - ЕФ едукејшон—изипост - Инеос гренадирс - Интермарше—ванти | - Кофидис - Лидл—трек - Мовистар - Пикник постнл - Ред бул—Бора–ханзго - Судал—Квик-степ - УАЕ тим емирејтс ХРГ - ХДС Астана - Џејко—алула |

UCI про тур тимови:
| - Вагнер базин ВБ - Израел—премијер тех - Ку 36.5 про сајклинг - Лото | - Тудор про сајклинг - Уно—Х мобилити - Фландерс—балојсе |

## Новчане награде и бодови

### Новчане награде
Укупан новчани фонд је износио 40.000 евра и додјељивао се за првих 20 возача. Побједник је добио 16.000 евра, другопласирани 8.000, а трећепласирани 4.000 евра. Возачи од 10 до 20 мјеста добијали су по 400 евра.
| Поз.  | 1.     | 2.    | 3.    | 4.    | 5     | 6—7.  | 8—9. | 10—20. |
| Износ | 16.000 | 8.000 | 4.000 | 2.000 | 1.600 | 1.200 | 800  | 400    |

### Бодови
Бодове у UCI свјетском рангирању добило је првих 60 возача. Побједник трке је добио 300, другопласирани 250, трећепласирани 215, четвртопласирани 175, а петопласирани 120.
| Поз. | 1.  | 2.  | 3.  | 4.  | 5   | 6.  | 7. | 8. | 9. | 10. | 11. | 12. | 13. | 14. | 15.-20. | 21.-30. | 31.-50. | 51.-55. | 56.-60. |
| Бод. | 300 | 250 | 215 | 175 | 120 | 115 | 95 | 75 | 60 | 50  | 40  | 35  | 30  | 25  | 20      | 12      | 5       | 2       | 1       |

## Резултати
Трку је стартовало 175 возача, а завршило је 97.
| Позиција | Возач                 | Тим                       | Вријеме    |
| -------- | --------------------- | ------------------------- | ---------- |
| 1.       | Нилсон Паулес (САД)   | ЕФ едукејшон—изипост      | 3ч 57' 14" |
| 2.       | Ваут ван Арт (БЕЛ)    | Визма—лејз а бајк         | + 0"       |
| 3.       | Тиш Бенот (БЕЛ)       | Визма—лејз а бајк         | + 0"       |
| 4.       | Матео Јоргенсон (САД) | Визма—лејз а бајк         | + 5"       |
| 5.       | Мадс Педерсен (ДАН)   | Лидл—трек                 | + 45"      |
| 6.       | Тибор дел Гросо (ХОЛ) | Декатлон АГ2Р ла мондијал | + 45"      |
| 7.       | Дрис де Бонт (БЕЛ)    | Алпесин—декунинк          | + 47"      |
| 8.       | Арјен Ливинс (БЕЛ)    | Лото                      | + 47"      |
| 9.       | Стефан Кинг (ШВА)     | Групама—ФДЈ               | + 47"      |
| 10.      | Алек Сегерт (БЕЛ)     | Лото                      | + 47"      |